# UEFA Europa League 2012-2013 (fase a gironi)
Questa voce raccoglie un approfondimento sulle gare della fase a gironi dell'edizione 2012-2013 della UEFA Europa League.

## Sorteggio
Per stabilire la composizione dei dodici gruppi, le squadre qualificate sono state suddivise in quattro fasce in base al ranking UEFA 2012.
In fase di sorteggio, ogni gruppo è stato formato da una testa di serie più altre tre squadre ciascuna appartenente a una fascia diversa (non potevano però essere sorteggiate nello stesso gruppo squadre provenienti dalla medesima nazione).
| Gruppo | Fascia 1            | Fascia 2        | Fascia 3            | Fascia 4        |
| ------ | ------------------- | --------------- | ------------------- | --------------- |
| A      | Liverpool           | Udinese         | Young Boys          | Anži            |
| B      | Atlético Madrid     | Hapoel Tel Aviv | Viktoria Plzeň      | Académica       |
| C      | Olympique Marsiglia | Fenerbahçe      | Borussia M'gladbach | AEL Limassol    |
| D      | Bordeaux            | Club Bruges     | Newcastle Utd       | Marítimo        |
| E      | Stoccarda           | Copenaghen      | Steaua Bucarest     | Molde           |
| F      | PSV                 | Napoli          | Dnipro              | AIK             |
| G      | Sporting Lisbona    | Basilea         | Genk                | Videoton        |
| H      | Inter               | Rubin           | Partizan            | Neftçi Baku     |
| I      | Olympique Lione     | Athletic Bilbao | Sparta Praga        | Ironi K. Shmona |
| J      | Tottenham           | Panathīnaïkos   | Lazio               | Maribor         |
| K      | Bayer Leverkusen    | Metalist        | Rosenborg           | Rapid Vienna    |
| L      | Twente              | Hannover 96     | Levante             | Helsingborg     |

## Gruppo A

### Classifica
| Squadra    | P.ti | G | V | P | S | RF | RS | DR |
| ---------- | ---- | - | - | - | - | -- | -- | -- |
| Liverpool  | 10   | 6 | 3 | 1 | 2 | 11 | 9  | +2 |
| Anži       | 10   | 6 | 3 | 1 | 2 | 7  | 5  | +2 |
| Young Boys | 10   | 6 | 3 | 1 | 2 | 14 | 13 | +1 |
| Udinese    | 4    | 6 | 1 | 1 | 4 | 7  | 12 | -5 |

### Prima giornata
| Arbitro: | Michael Koukoulakis |

|                                  |           |                                                        |
| Nuzzolo 38’ Ojala 53’ Zárate 63’ | Marcatori | 4’ (aut.) Ojala 40’ Wisdom 67’ Coates 76’, 88’ Shelvey |

| Arbitro: | Hüseyin Göçek |

|                 |           |                    |
| Di Natale 90+2’ | Marcatori | 45’ (aut.) Padelli |

### Seconda giornata
| Arbitro: | Felix Zwayer |

|                      |           |  |
| Eto'o 62’ (rig.) 90’ | Marcatori |  |

| Arbitro: | Stefan Johannesson |

|                        |           |                                              |
| Shelvey 23’ Suárez 75’ | Marcatori | 46’ Di Natale 70’ (aut.) Coates 72’ Pasquale |

### Terza giornata
| Arbitro: | Bas Nijhuis |

|             |           |  |
| Downing 53’ | Marcatori |  |

| Arbitro: | Clément Turpin |

|                               |           |          |
| Bobadilla 4’, 71’, 81’ (rig.) | Marcatori | 74’ Coda |

### Quarta giornata
| Arbitro: | David Fernández Borbalán |

|            |           |  |
| Traoré 45’ | Marcatori |  |

| Arbitro: | Kristo Tohver |

|                            |           |                                        |
| Di Natale 47’ Fabbrini 83’ | Marcatori | 27’ Bobadilla 65’ Farnerud 73’ Nuzzolo |

### Quinta giornata
| Arbitro: | Serge Gumienny |

|                     |           |  |
| Samba 72’ Eto'o 75’ | Marcatori |  |

| Arbitro: | Alon Yefet |

|                      |           |                            |
| Shelvey 33’ Cole 72’ | Marcatori | 52’ Bobadilla 88’ Zverotić |

### Sesta giornata
| Arbitro: | Matej Jug |

|                                      |           |               |
| Zárate 38’ Costanzo 52’ González 90’ | Marcatori | 45+2’ Ahmedov |

| Arbitro: | Duarte Gomes |

|  |           |               |
|  | Marcatori | 23’ Henderson |

## Gruppo B

### Classifica
| Squadra         | P.ti | G | V | P | S | RF | RS | DR |
| --------------- | ---- | - | - | - | - | -- | -- | -- |
| Viktoria Plzeň  | 13   | 6 | 4 | 1 | 1 | 11 | 4  | +7 |
| Atlético Madrid | 12   | 6 | 4 | 0 | 2 | 7  | 4  | +3 |
| Académica       | 5    | 6 | 1 | 2 | 3 | 6  | 9  | -3 |
| Hapoel Tel Aviv | 4    | 6 | 1 | 1 | 4 | 4  | 11 | -7 |

### Prima giornata
| Arbitro: | Pol van Boekel |

|  |           |                                               |
|  | Marcatori | 37’ Rodríguez 40’ Diego Costa 63’ Raúl García |

| Arbitro: | Hannes Kaasik |

|                                    |           |                    |
| Horváth 46’ Ďuriš 58’ Rajtoral 80’ | Marcatori | 19’ Wilson Eduardo |

### Seconda giornata
| Arbitro: | Stephan Studer |

|           |           |              |
| Cissé 47’ | Marcatori | 90+1’ Damari |

| Arbitro: | Antony Gautier |

|                 |           |  |
| Rodríguez 90+2’ | Marcatori |  |

### Terza giornata
| Arbitro: | Bobby Madden |

|                          |           |           |
| Diego Costa 47’ Emre 68’ | Marcatori | 86’ Cissé |

| Arbitro: | Felix Zwayer |

|           |           |                            |
| Maman 19’ | Marcatori | 45+1’ Horváth 55’ Rajtoral |

### Quarta giornata
| Arbitro: | Lee Probert |

|                         |           |  |
| Wilson Eduardo 28’, 70’ | Marcatori |  |

| Arbitro: | Stanislav Todorov |

|                                     |           |  |
| Kolar 23’, 76’ Stipek 40’ Bakos 84’ | Marcatori |  |

### Quinta giornata
| Arbitro: | Martin Hansson |

|                |           |  |
| Raúl García 7’ | Marcatori |  |

| Arbitro: | Marcin Borski |

|                   |           |                    |
| Edinho 89’ (rig.) | Marcatori | 57’ (rig.) Horvath |

### Sesta giornata
| Arbitro: | Aleksey Nikolaev |

|                     |           |  |
| Maree 56’ Maman 80’ | Marcatori |  |

| Arbitro: | Kristinn Jakobsson |

|               |           |  |
| Procházka 26’ | Marcatori |  |

## Gruppo C

### Classifica
| Squadra             | P.ti | G | V | P | S | RF | RS | DR |
| ------------------- | ---- | - | - | - | - | -- | -- | -- |
| Fenerbahçe          | 13   | 6 | 4 | 1 | 1 | 10 | 7  | +3 |
| Borussia M'gladbach | 11   | 6 | 3 | 2 | 1 | 11 | 6  | +5 |
| Olympique Marsiglia | 5    | 6 | 1 | 2 | 3 | 9  | 11 | -2 |
| AEL Limassol        | 4    | 6 | 1 | 1 | 4 | 4  | 10 | -6 |

### Prima giornata
| Nicosia 20 settembre 2012, ore 19:00 CEST | AEL Limassol | 0 – 0 referto | Borussia Mönchengladbach | GSP Stadium\| Arbitro: \| Duarte Gomes \| |
| Arbitro:                                  | Duarte Gomes |               |                          |                                           |

| Arbitro: | Ivan Bebek |

|                          |           |                         |
| Caner Erkin 28’ Alex 57’ | Marcatori | 83’ Valbuena 90+4’ Ayew |

### Seconda giornata
| Arbitro: | Tony Asumaa |

|                                                 |           |          |
| Fanni 42’ Mendes 61’ Rémy 76’, 90+2’ Gignac 90’ | Marcatori | 22’ Ouon |

| Arbitro: | Fernando Teixeira Vitienes |

|                            |           |                                       |
| de Jong 18’ De Camargo 74’ | Marcatori | 25’, 87’ Baroni 40’ Meireles 71’ Kuyt |

### Terza giornata
| Arbitro: | Serge Gumienny |

|                            |           |  |
| Daems 33’ (rig.) Mlapa 67’ | Marcatori |  |

| Arbitro: | Alexandru Dan Tudor |

|  |           |             |
|  | Marcatori | 72’ Korkmaz |

### Quarta giornata
| Arbitro: | Ivan Kružliak |

|                     |           |                        |
| Barton 54’ Ayew 67’ | Marcatori | 20’ Hanke 90+2’ Arango |

| Arbitro: | Kristinn Jakobsson |

|                  |           |  |
| Kuyt 11’ Sow 41’ | Marcatori |  |

### Quinta giornata
| Arbitro: | Bobby Madden |

|                     |           |  |
| De Camargo 80’, 90’ | Marcatori |  |

| Arbitro: | Martin Atkinson |

|  |           |             |
|  | Marcatori | 39’ Irtegun |

### Sesta giornata
| Arbitro: | Robert Schörgenhofer |

|                             |           |  |
| Sá 41’ Edmar 79’ Júnior 82’ | Marcatori |  |

| Arbitro: | Manuel de Sousa |

|  |           |                                          |
|  | Marcatori | 24’ Ciğerci 29’ (rig.) Hanke 80’ de Jong |

## Gruppo D

### Classifica
| Squadra       | P.ti | G | V | P | S | RF | RS | DR |
| ------------- | ---- | - | - | - | - | -- | -- | -- |
| Bordeaux      | 13   | 6 | 4 | 1 | 1 | 10 | 5  | +5 |
| Newcastle Utd | 9    | 6 | 2 | 3 | 1 | 7  | 5  | +2 |
| Marítimo      | 6    | 6 | 1 | 3 | 2 | 4  | 6  | -2 |
| Club Bruges   | 4    | 6 | 1 | 1 | 4 | 6  | 11 | -5 |

### Prima giornata
| Funchal 20 settembre 2012, ore 19:00 CEST | Marítimo             | 0 – 0 referto | Newcastle | Estádio dos Barreiros\| Arbitro: \| Robert Schörgenhofer \| |
| Arbitro:                                  | Robert Schörgenhofer |               |           |                                                             |

| Arbitro: | Vladislav Bezborodov |

|                                                    |           |  |
| Sané 13’ Gouffran 27’ Engels 47’ (aut.) Jussiê 66’ | Marcatori |  |

### Seconda giornata
| Arbitro: | Leontios Trattou |

|                         |           |  |
| Bacca 57’ Vleminckx 70’ | Marcatori |  |

| Arbitro: | Antonio Mateu Lahoz |

|                                          |           |  |
| Ameobi 16’ Henrique 40’ (aut.) Cissé 49’ | Marcatori |  |

### Terza giornata
| Arbitro: | Martin Hansson |

|             |           |  |
| Obertan 48’ | Marcatori |  |

| Arbitro: | Anastassios Kakos |

|             |           |              |
| Roberge 36’ | Marcatori | 30’ Gouffran |

### Quarta giornata
| Arbitro: | Luca Banti |

|                              |           |                      |
| Trickovski 14’ Jørgensen 19’ | Marcatori | 42’ Anita 44’ Ameobi |

| Arbitro: | Gediminas Mažeika |

|             |           |  |
| Bellion 16’ | Marcatori |  |

### Quinta giornata
| Arbitro: | Danny Makkelie |

|              |           |             |
| Marveaux 23’ | Marcatori | 78’ Fidélis |

| Arbitro: | Florian Meyer |

|               |           |                |
| Lestienne 86’ | Marcatori | 3’, 39’ Jussiê |

### Sesta giornata
| Arbitro: | Sergiy Boyko |

|                      |           |                     |
| Abreu 18’ Héldon 87’ | Marcatori | 85’ (rig.) Rafaelov |

| Arbitro: | Menashe Masiah |

|                  |           |  |
| Diabaté 29’, 74’ | Marcatori |  |

## Gruppo E

### Classifica
| Squadra         | P.ti | G | V | P | S | RF | RS | DR |
| --------------- | ---- | - | - | - | - | -- | -- | -- |
| Steaua Bucarest | 11   | 6 | 3 | 2 | 1 | 9  | 9  | 0  |
| Stoccarda       | 8    | 6 | 2 | 2 | 2 | 9  | 6  | +3 |
| Copenaghen      | 8    | 6 | 2 | 2 | 2 | 5  | 6  | -1 |
| Molde           | 6    | 6 | 2 | 0 | 4 | 6  | 8  | -2 |

### Prima giornata
| Arbitro: | Serge Gumienny |

|                             |           |                               |
| Ibišević 5’ Niedermeier 85’ | Marcatori | 6’ Chipciu 80’ (rig.) Rusescu |

| Arbitro: | Antti Munukka |

|                             |           |             |
| Claudemir 20’ Cornelius 74’ | Marcatori | 45+1’ Diouf |

### Seconda giornata
| Arbitro: | Kristo Tohver |

|                      |           |  |
| Berget 58’ Chima 88’ | Marcatori |  |

| Arbitro: | Luca Banti |

|             |           |  |
| Nikolić 82’ | Marcatori |  |

### Terza giornata
| Arbitro: | Laurent Duhamel |

|                           |           |  |
| Chiricheș 30’ Rusescu 36’ | Marcatori |  |

| Stoccarda 25 ottobre 2012, ore 21:05 CEST | Stoccarda    | 0 – 0 referto | Copenhagen | Mercedes-Benz Arena\| Arbitro: \| Artur Soares \| |
| Arbitro:                                  | Artur Soares |               |            |                                                   |

### Quarta giornata
| Arbitro: | István Vad |

|           |           |                             |
| Chima 56’ | Marcatori | 21’ Chipciu 37’ Latovlevici |

| Arbitro: | Craig Thomson |

|  |           |                         |
|  | Marcatori | 76’ Ibišević 90’ Harnik |

### Quinta giornata
| Arbitro: | Michael Koukoulakis |

|            |           |                                                |
| Costea 83’ | Marcatori | 5’ Tasci 18’ Harnik 22’ Sakai 31’, 55’ Okazaki |

| Arbitro: | Michael Oliver |

|           |           |                                |
| Chima 62’ | Marcatori | 21’ (rig.) Santin 76’ Gislason |

### Sesta giornata
| Arbitro: | Kevin Blom |

|  |           |           |
|  | Marcatori | 45’ Angan |

| Arbitro: | Hüseyin Göçek |

|              |           |             |
| Vetokele 87’ | Marcatori | 72’ Rusescu |

## Gruppo F

### Classifica
| Squadra | P.ti | G | V | P | S | RF | RS | DR |
| ------- | ---- | - | - | - | - | -- | -- | -- |
| Dnipro  | 15   | 6 | 5 | 0 | 1 | 16 | 8  | +8 |
| Napoli  | 9    | 6 | 3 | 0 | 3 | 12 | 12 | 0  |
| PSV     | 7    | 6 | 2 | 1 | 3 | 8  | 7  | +1 |
| AIK     | 4    | 6 | 1 | 1 | 4 | 5  | 14 | -9 |

### Prima giornata
| Arbitro: | Miroslav Zelinka |

|                                   |           |  |
| Matheus 50’ Hutchinson 58’ (aut.) | Marcatori |  |

| Arbitro: | Clément Turpin |

|                                    |           |  |
| Vargas 6’, 46’, 69’ Džemaili 90+1’ | Marcatori |  |

### Seconda giornata
| Arbitro: | Ivan Kružliak |

|                          |           |                                        |
| Daníelsson 5’ Goitom 45’ | Marcatori | 40’ Kalinić 74’ Mandzjuk 83’ Seleznyov |

| Arbitro: | Alexandru Dan Tudor |

|                                  |           |  |
| Lens 19’ Mertens 41’ Marcelo 52’ | Marcatori |  |

### Terza giornata
| Arbitro: | Emir Alecković |

|          |           |              |
| Lens 80’ | Marcatori | 61’ Karikari |

| Arbitro: | Hüseyin Göçek |

|                                      |           |                   |
| Fedetskiy 3’ Matheus 42’ Kalinić 64’ | Marcatori | 75’ (rig.) Cavani |

### Quarta giornata
| Arbitro: | Maksim Layuškin |

|             |           |  |
| Bangura 12’ | Marcatori |  |

| Arbitro: | Alon Yefet |

|                            |           |                           |
| Cavani 7’, 77’, 88’, 90+2’ | Marcatori | 33’ Fedetskiy 52’ Zozulya |

### Quinta giornata
| Arbitro: | Carlos Clos Gómez |

|               |           |                               |
| Wijnaldum 18’ | Marcatori | 24’ Seleznyov 74’ Konopljanka |

| Arbitro: | Ovidiu Alin Hațegan |

|                |           |                                  |
| Daníelsson 35’ | Marcatori | 20’ Džemaili 90+4’ (rig.) Cavani |

### Sesta giornata
| Arbitro: | Stephan Studer |

|                                                    |           |  |
| Kalinić 20’ (rig.) Zozulya 39’, 53’ Kravchenko 86’ | Marcatori |  |

| Arbitro: | Michel Leslie Dean |

|            |           |                      |
| Cavani 18’ | Marcatori | 30’, 41’, 60’ Matavž |

## Gruppo G

### Classifica
| Squadra          | P.ti | G | V | P | S | RF | RS | DR |
| ---------------- | ---- | - | - | - | - | -- | -- | -- |
| Genk             | 12   | 6 | 3 | 3 | 0 | 9  | 4  | +5 |
| Basilea          | 9    | 6 | 2 | 3 | 1 | 7  | 4  | +3 |
| Videoton         | 6    | 6 | 2 | 0 | 4 | 6  | 8  | -2 |
| Sporting Lisbona | 5    | 6 | 1 | 2 | 3 | 4  | 10 | -6 |

### Prima giornata
| Arbitro: | Laurent Duhamel |

|                                        |           |  |
| Vossen 22’ Buffel 78’ De Ceulaer 90+2’ | Marcatori |  |

| Lisbona 20 settembre 2012, ore 21:05 CEST | Sporting CP | 0 – 0 referto | Basilea | Estádio José Alvalade\| Arbitro: \| Alon Yefet \| |
| Arbitro:                                  | Alon Yefet  |               |         |                                                   |

### Seconda giornata
| Arbitro: | Bülent Yıldırım |

|                         |           |                           |
| Streller 71’ (rig.) 84’ | Marcatori | 10’ De Ceulaer 38’ Vossen |

| Arbitro: | Kristinn Jakobsson |

|                                             |           |  |
| Paulo Vinícius 15’ Oliveira 21’ Nikolić 35’ | Marcatori |  |

### Terza giornata
| Arbitro: | Miroslav Zelinka |

|                             |           |           |
| Schär 2’ (aut.) Caneira 33’ | Marcatori | 90’ Schär |

| Arbitro: | Szymon Marciniak |

|                          |           |            |
| De Ceulaer 25’ Barda 88’ | Marcatori | 8’ Schaars |

### Quarta giornata
| Arbitro: | Yevhen Aranovskiy |

|              |           |  |
| Streller 80’ | Marcatori |  |

| Arbitro: | Stefan Johannesson |

|                     |           |            |
| van Wolfswinkel 64’ | Marcatori | 90+1’ Plet |

### Quinta giornata
| Arbitro: | Liran Liany |

|  |           |           |
|  | Marcatori | 19’ Barda |

| Arbitro: | Paolo Valeri |

|                                |           |  |
| Schär 2’ Stocker 66’ Degen 71’ | Marcatori |  |

### Sesta giornata
| Genk 6 dicembre 2012, ore 21:05 CET | Genk             | 0 – 0 referto | Basilea | Cristal Arena\| Arbitro: \| Mark Clattenburg \| |
| Arbitro:                            | Mark Clattenburg |               |         |                                                 |

| Arbitro: | Michael Koukoulakis |

|                      |           |            |
| Labyad 65’ Viola 82’ | Marcatori | 80’ Sándor |

## Gruppo H

### Classifica
| Squadra     | P.ti | G | V | P | S | RF | RS | DR |
| ----------- | ---- | - | - | - | - | -- | -- | -- |
| Rubin       | 14   | 6 | 4 | 2 | 0 | 10 | 3  | +7 |
| Inter       | 11   | 6 | 3 | 2 | 1 | 11 | 9  | +2 |
| Partizan    | 3    | 6 | 0 | 3 | 3 | 3  | 8  | -5 |
| Neftçi Baku | 3    | 6 | 0 | 3 | 3 | 4  | 8  | -4 |

### Prima giornata
| Arbitro: | Deniz Aytekin |

|                           |           |                           |
| Livaja 39’ Nagatomo 90+2’ | Marcatori | 17’ Ryazantsev 84’ Rondón |

| Belgrado 20 settembre 2012, ore 21:05 CEST | Partizan      | 0 – 0 referto | Neftçi | Stadio Partizan\| Arbitro: \| Libor Kovařík \| |
| Arbitro:                                   | Libor Kovařík |               |        |                                                |

### Seconda giornata
| Arbitro: | Anastassios Kakos |

|                              |           |  |
| Karadeniz 45’ Ryazantsev 48’ | Marcatori |  |

| Arbitro: | Kevin Blom |

|             |           |                                 |
| Canales 53’ | Marcatori | 10’ Coutinho 30’ Obi 42’ Livaja |

### Terza giornata
| Arbitro: | Kenn Hansen |

|            |           |  |
| Kasaev 16’ | Marcatori |  |

| Arbitro: | Liran Liany |

|             |           |  |
| Palacio 87’ | Marcatori |  |

### Quarta giornata
| Arbitro: | Manuel de Sousa |

|  |           |             |
|  | Marcatori | 16’ Daydyun |

| Arbitro: | Duarte Gomes |

|           |           |                             |
| Tomić 90’ | Marcatori | 51’, 75’ Palacio 87’ Guarín |

### Quinta giornata
| Arbitro: | Tommy Skjerven |

|                              |           |  |
| Karadeniz 2’ Rondón 86’, 90’ | Marcatori |  |

| Arbitro: | Simon Lee Evans |

|              |           |              |
| Flavinho 10’ | Marcatori | 67’ Mitrović |

### Sesta giornata
| Arbitro: | Emir Aleckovic |

|                |           |                         |
| Livaja 9’, 54’ | Marcatori | 52’ Sadygov 88’ Canales |

| Arbitro: | Martin Hansson |

|              |           |            |
| Marković 53’ | Marcatori | 60’ Rondón |

## Gruppo I

### Classifica
| Squadra         | P.ti | G | V | P | S | RF | RS | DR |
| --------------- | ---- | - | - | - | - | -- | -- | -- |
| Olympique Lione | 16   | 6 | 5 | 1 | 0 | 14 | 8  | +6 |
| Sparta Praga    | 9    | 6 | 2 | 3 | 1 | 9  | 6  | +3 |
| Athletic Bilbao | 5    | 6 | 1 | 2 | 3 | 7  | 9  | -2 |
| Ironi K. Shmona | 2    | 6 | 0 | 2 | 4 | 6  | 13 | -7 |

### Prima giornata
| Arbitro: | Serhij Bojko |

|                              |           |            |
| Gomis 59’ Lisandro López 62’ | Marcatori | 77’ Krejčí |

| Arbitro: | Simon Lee Evans |

|             |           |            |
| Susaeta 40’ | Marcatori | 14’ Rochet |

### Seconda giornata
| Arbitro: | Artur Soares |

|                                   |           |                                             |
| Abuhatzira 7’ 66’ (rig.) Levi 51’ | Marcatori | 16’, 90+2’ Fofana 22’ Monzón 31’ Réveillère |

| Arbitro: | Manuel de Sousa |

|                                             |           |               |
| Zápotočný 25’ Balaj 41’ Hušbauer 56’ (rig.) | Marcatori | 83’ de Marcos |

### Terza giornata
| Arbitro: | Danny Makkelie |

|                                  |           |                |
| Krejčí 7’ Kadlec 10’ Švejdík 44’ | Marcatori | 76’ Abuhatzira |

| Arbitro: | Andre Marriner |

|                      |           |           |
| López 54’ Briand 85’ | Marcatori | 78’ Gómez |

### Quarta giornata
| Arbitro: | Aleksei Kulbalov |

|             |           |            |
| Tasevski 3’ | Marcatori | 24’ Kweuke |

| Arbitro: | Pol van Boekel |

|                               |           |                                      |
| Herrera 48’ Aduriz 55’ (rig.) | Marcatori | 21’ Gomis 45’ Gourcuff 63’ Lacazette |

### Quinta giornata
| Arbitro: | Anastassios Kakos |

|              |           |            |
| Hušbauer 53’ | Marcatori | 46’ Benzia |

| Arbitro: | Rene Eisner |

|  |           |                          |
|  | Marcatori | 34’ Llorente 76’ Toquero |

### Sesta giornata
| Arbitro: | Erdogan Özkaya |

|                     |           |  |
| Sarr 15’ Benzia 58’ | Marcatori |  |

| Bilbao 6 dicembre 2012, ore 21:05 CET | Atletico Bilbao      | 0 – 0 referto | Sparta Praga | Stadio San Mamés\| Arbitro: \| Sebastian Delferiere \| |
| Arbitro:                              | Sebastian Delferiere |               |              |                                                        |

## Gruppo J

### Classifica
| Squadra       | P.ti | G | V | P | S | RF | RS | DR |
| ------------- | ---- | - | - | - | - | -- | -- | -- |
| Lazio         | 12   | 6 | 3 | 3 | 0 | 9  | 2  | +7 |
| Tottenham     | 10   | 6 | 2 | 4 | 0 | 8  | 4  | +4 |
| Panathīnaïkos | 5    | 6 | 1 | 2 | 3 | 4  | 11 | -7 |
| Maribor       | 4    | 6 | 1 | 1 | 4 | 6  | 10 | -4 |

### Prima giornata
| Arbitro: | Alan Kelly |

|                                          |           |  |
| Berič 25’ Ibraimi 62’ Tavares 88’ (rig.) | Marcatori |  |

| Londra 20 settembre 2012, ore 21:05 CEST | Tottenham           | 0 – 0 referto | Lazio | White Hart Lane\| Arbitro: \| Ovidiu Alin Hategan \| |
| Arbitro:                                 | Ovidiu Alin Hategan |               |       |                                                      |

### Seconda giornata
| Arbitro: | Szymon Marciniak |

|             |           |  |
| Ederson 62’ | Marcatori |  |

| Arbitro: | Florian Meyer |

|           |           |            |
| Toché 77’ | Marcatori | 35’ Dawson |

### Terza giornata
| Arbitro: | Carlos Clos Gómez |

|             |           |                       |
| Toché 90+1’ | Marcatori | 25’ (aut.) Seitaridis |

| Arbitro: | Sergei Karasev |

|           |           |                |
| Berić 42’ | Marcatori | 58’ Sigurdsson |

### Quarta giornata
| Arbitro: | Robert Schörgenhofer |

|                             |           |  |
| Kozak 23’, 40’ Floccari 59’ | Marcatori |  |

| Arbitro: | Antti Munukka |

|                     |           |           |
| Defoe 22’, 49’, 77’ | Marcatori | 40’ Berić |

### Quinta giornata
| Arbitro: | Laurent Duhamel |

|                   |           |  |
| Vitolo 67’ (rig.) | Marcatori |  |

| Roma 22 novembre 2012, ore 19:00 CET | Lazio                      | 0 – 0 referto | Tottenham | Stadio Olimpico\| Arbitro: \| Fernando Teixeira Vitienes \| |
| Arbitro:                             | Fernando Teixeira Vitienes |               |           |                                                             |

### Sesta giornata
| Arbitro: | István Vad |

|             |           |                                      |
| Tavares 84’ | Marcatori | 16’ Kozák 32’ Radu 38’, 51’ Floccari |

| Arbitro: | Paweł Gil |

|                                    |           |          |
| Adebayor 30’ Dempsey 76’ Defoe 83’ | Marcatori | 54’ Zeca |

## Gruppo K

### Classifica
| Squadra          | P.ti | G | V | P | S | RF | RS | DR  |
| ---------------- | ---- | - | - | - | - | -- | -- | --- |
| Metalist         | 13   | 6 | 4 | 1 | 1 | 9  | 3  | +6  |
| Bayer Leverkusen | 13   | 6 | 4 | 1 | 1 | 9  | 2  | +7  |
| Rosenborg        | 6    | 6 | 2 | 0 | 4 | 7  | 10 | -3  |
| Rapid Vienna     | 3    | 6 | 1 | 0 | 5 | 4  | 14 | -10 |

### Prima giornata
| Arbitro: | Stanislav Todorov |

|            |           |                            |
| Katzer 66’ | Marcatori | 18’ Elyounoussi 60’ Dorsin |

| Leverkusen 20 settembre 2012, ore 21:05 CEST | Bayer Leverkusen | 0 – 0 referto | Metalist | BayArena\| Arbitro: \| Martin Hansson \| |
| Arbitro:                                     | Martin Hansson   |               |          |                                          |

### Seconda giornata
| Arbitro: | Menashe Masiah |

|                              |           |  |
| Edmar 66’ Cleiton Xavier 80’ | Marcatori |  |

| Arbitro: | Michael Oliver |

|  |           |              |
|  | Marcatori | 76’ Kießling |

### Terza giornata
| Arbitro: | Olegário Benquerença |

|                 |           |                               |
| Elyounoussi 46’ | Marcatori | 80’ Marlos 89’ Cleiton Xavier |

| Arbitro: | Fernando Teixeira Vitienes |

|  |           |                                                |
|  | Marcatori | 37’ Wollscheid 56’, 90+1’ Castro 58’ Bellarabi |

### Quarta giornata
| Arbitro: | Matej Jug |

|                                                |           |            |
| Taison 3’ Cleiton Xavier 70’ J.M. Torres 90+3’ | Marcatori | 42’ Dočkal |

| Arbitro: | Libor Kovařik |

|                                       |           |  |
| Hegeler 4’ Schürrle 53’ Friedrich 66’ | Marcatori |  |

### Quinta giornata
| Arbitro: | Gediminas Mažeika |

|                                        |           |                        |
| Chibuike 28’ Elyounoussi 76’ Prica 80’ | Marcatori | 54’ Schrammel 65’ Boyd |

| Arbitro: | Cristian Balaj |

|                          |           |  |
| Cristaldo 47’ Xavier 85’ | Marcatori |  |

### Sesta giornata
| Arbitro: | Hannes Kaasik |

|          |           |  |
| Alar 13’ | Marcatori |  |

| Arbitro: | Leontios Trattou |

|            |           |  |
| Riedel 65’ | Marcatori |  |

## Gruppo L

### Classifica
| Squadra     | P.ti | G | V | P | S | RF | RS | DR |
| ----------- | ---- | - | - | - | - | -- | -- | -- |
| Hannover 96 | 12   | 6 | 3 | 3 | 0 | 11 | 8  | +3 |
| Levante     | 11   | 6 | 3 | 2 | 1 | 10 | 5  | +5 |
| Helsingborg | 4    | 6 | 1 | 1 | 4 | 9  | 12 | -3 |
| Twente      | 4    | 6 | 0 | 4 | 2 | 5  | 10 | -5 |

### Prima giornata
| Arbitro: | Aleksei Kulbakov |

|              |           |  |
| Juanfran 40’ | Marcatori |  |

| Arbitro: | Mike Dean |

|                       |           |                                  |
| Janssen 7’ Chadli 54’ | Marcatori | 67’ Sobiech 73’ (aut.) Wisgerhof |

### Seconda giornata
| Arbitro: | Liran Liany |

|                                |           |                   |
| Huszti 21’ (rig.) Ya Konan 50’ | Marcatori | 10’ (rig.) Míchel |

| Arbitro: | Bobby Madden |

|                  |           |                           |
| Djurdjic 8’, 44’ | Marcatori | 74’ Bengtsson 88’ Douglas |

### Terza giornata
| Arbitro: | Vladislav Bezborodov |

|                                 |           |  |
| Michel 59’ (rig.) Ríos 78’, 88’ | Marcatori |  |

| Arbitro: | Stephan Studer |

|            |           |                         |
| Santos 90’ | Marcatori | 12’ Diouf 90+3’ Sobiech |

### Quarta giornata
| Arbitro: | Fredy Fautrel |

|                                 |           |                         |
| Diouf 3’, 50’ Huszti 90’ (rig.) | Marcatori | 59’ Djurdijc 67’ Bedoya |

| Enschede 8 novembre 2012, ore 21:05 CET | Twente       | 0 – 0 referto | Levante | De Grolsch Veste\| Arbitro: \| Tony Chapron \| |
| Arbitro:                                | Tony Chapron |               |         |                                                |

### Quinta giornata
| Arbitro: | Alan Kelly |

|           |           |                              |
| Sørum 89’ | Marcatori | 8’ Angel 37’ Diop 81’ Iborra |

| Hannover 22 novembre 2012, ore 19:00 CET | Hannover         | 0 – 0 referto | Twente | AWD-Arena\| Arbitro: \| Aleksei Kulbakov \| |
| Arbitro:                                 | Aleksei Kulbakov |               |        |                                             |

### Sesta giornata
| Arbitro: | Alexandru Dan Tudor |

|                        |           |                         |
| Ángel 50’ Iborra 90+3’ | Marcatori | 18’ Stindl 26’ Ya Konan |

| Arbitro: | Ilias Spathas |

|           |           |                                  |
| Tadić 74’ | Marcatori | 6’ Djurdijc 22’ Bedoya 67’ Sørum |